# St. Barbara (Hückelhoven)

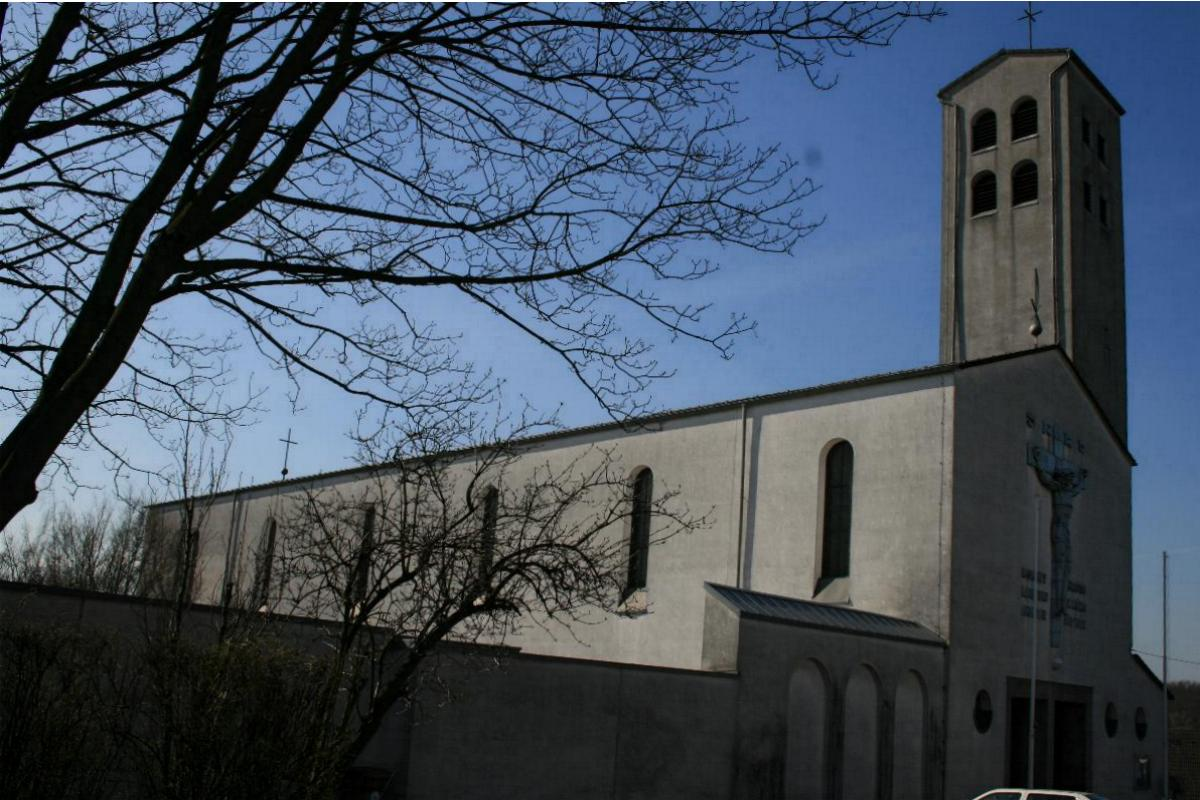
St. Barbara in Hückelhoven

St. Barbara ist eine ehemalige römisch-katholische Filialkirche in Hückelhoven im Kreis Heinsberg in Nordrhein-Westfalen. Das Gotteshaus wurde am 25. September 2016 profaniert.
Die ehemalige Kirche war der hl. Barbara geweiht und zwischen 1960 und 2010 zweite Pfarrkirche der Stadt. Das Bauwerk ist unter Nummer 11 in die Liste der Baudenkmäler in Hückelhoven eingetragen.

## Lage
Das Kirchengebäude befindet sich nördlich der Hückelhovener Innenstadt in der Bergarbeitersiedlung „Auf dem Hansberg“ an der Ecke Bauerstraße / Brassertstraße.

## Geschichte
Durch die Erschließung des Steinkohlevorkommens in Hückelhoven seit dem Ersten Weltkrieg und die Eröffnung der Zeche Sophia-Jacoba 1914 nahm die Bevölkerung Hückelhovens rasant zu. Da die Pfarrkirche St. Lambertus die Zahl der Gläubigen nicht mehr fassen konnte, beauftragte das Kölner Generalvikariat den Pfarrer von St. Lambertus, den Bau einer zweiten Kirche für Hückelhoven zu organisieren.
1932 wurde schließlich mit dem Bau der Kirche begonnen. Zugleich wurde das Pfarr-Rektorat St. Barbara errichtet, und 1934 erhielt die neue Gemeinde mit Fritz Dinstühler ihren ersten eigenen Geistlichen. Dieser unterstand jedoch noch dem Pfarrer von St. Lambertus. Komplett unabhängig von der Mutterpfarre wurde St. Barbara erst mit der Erhebung zur Pfarrei am 21. Januar 1960. Diese Eigenständigkeit sollte nur 40 Jahre währen. Zum 1. Januar 2010 wurde die Pfarre aufgelöst und mit der ebenfalls aufgelösten Pfarre St. Lambertus zur neuen Pfarre St. Lambertus und St. Barbara/Hückelhoven fusioniert.
Im Zuge der Sparmaßnahmen und des Prozesses „Kirchliches Immobilienmanagement“ wurde die Kirche aus der Finanzierung genommen. Daraufhin beschloss die Pfarre, St. Barbara zu schließen. Am 25. September 2016 fand schließlich die letzte Heilige Messe in St. Barbara statt, bei der die Kirche auch profaniert wurde.

## Baugeschichte
Obwohl das Generalvikariat schon 1928 den Hückelhovener Pfarrer aufforderte, eine zweite Kirche erbauen zu lassen, dauerte es noch bis 1933, ehe mit dem Bau begonnen werden konnte. Dies lag auch an der damaligen schwierigen wirtschaftlichen Situation, in welcher das Geld für eine neue Kirche fehlte.
Für die Planung der Kirche wurde 1932 ein Wettbewerb ausgeschrieben, unter anderem auch aufgrund der zu erwartenden bergbaulichen Schäden, welche eine besondere Baukonstruktion nötig machten. Aus dem Wettbewerb ging schließlich der Düsseldorfer Architekt Hermann Schagen hervor, der nun sofort mit dem Entwurf begann. Der erste Spatenstich war am 19. Februar 1933, die Grundsteinlegung am 25. Juni 1933 und schon Ende 1933 war die Kirche fertiggestellt, sodass Weihnachten bereits in der neuen Kirche Gottesdienst gefeiert werden konnte. Die feierliche Kirchweihe fand schließlich am 10. Juli 1934 statt.
Der Zweite Weltkrieg hinterließ nur relativ geringe Schäden durch Artilleriebeschuss, die bereits 1945 behoben werden konnten.

## Baubeschreibung
St. Barbara ist ein moderner zweischiffiger und flachgedeckter Bau in Art einer Basilika. Das Langhaus ist sechsachsig, der eingezogene Chor ist rechtwinklig. Der Bau ist weiß verputzt und die Fenster sind rundbogig.

## Ausstattung
Die Ausstattung der ehemaligen Kirche ist modern. Es ist nicht bekannt, was mit der Ausstattung künftig passiert.
Im Innenraum befinden sich noch einige Ausstattungsstücke aus der Erbauungszeit. Dazu zählen der Taufstein aus Blaustein aus dem Jahr 1933, der schlichte Hochaltar aus gleichem Jahr, die Kreuzigungsgruppe über dem Altar, eine Arbeit aus Öl auf Leinen von Maria Katzgrau von 1934, ein Maria-Hilf-Altar der Kunstanstalt Cohnen aus Düsseldorf von 1935 sowie 11 Buntglasfenster aus den Jahren 1935/36 von Maria Katzgrau. Neuere Ausstattungsstücke sind das Tabernakel auf dem Hochaltar des Kohlscheider Künstlers Peter Bücken von 1961 sowie mehrere Heiligenfiguren des Künstlers Wilhelm Hanebal aus Büderich aus den 1960er Jahren sowie die Orgel der Orgelbauwerkstatt Heinz Wilbrand aus dem Jahr 1970. Das Instrument besitzt 15 Register und eine mechanische Traktur.

## Glocken
St.Barbara in Hückelhoven hat ein fünfstimmiges Kleingeläute aus verschiedenen Zeiten. (Bitte nachtragen!) Sie stimmen zusammen das Motiv "Ad te levavi animam meam". Die Disposition ist: fis' a' h' cis" und e".

## Pfarrer
Folgende Pfarrer wirkten bis zur Auflösung der Pfarre 2010 an St. Barbara (bis zur Pfarrerhebung trugen die Priester den Titel Rektor):
| von – bis | Name                      |
| --------- | ------------------------- |
| 1934–1938 | Fritz Dinstühler (Rektor) |
| 1938–1960 | Leo Gilles (Rektor)       |
| 1960–1994 | Josef Derichs             |
| 1995–2003 | Hans-Georg Neumann        |
| 2003–2010 | Jürgen Frisch             |